# Дольни Бар
Дольни́ Бар (словац. Dolný Bar) — село в окрузі Дунайська Стреда Трнавського краю Словаччини. Площа села 8,2 км². Станом на 31 грудня 2015 року в селі проживало 607 жителів.

## Історія
Перші згадки про село датуються 1245 роком.

## Географія
Протікають канал Ґабчіково-Топольники і Бельський канал.

## Населення
| Рік:            | 1994. | 2004.    | 2014.   | 2024.    |
| --------------- | ----- | -------- | ------- | -------- |
| Кількість осіб: | 474   | 560      | 610     | 1023     |
| Різниця:        |       | +18,14 % | +8,92 % | +67,70 % |

| Рік:            | 2023. | 2024.   |
| --------------- | ----- | ------- |
| Кількість осіб: | 989   | 1023    |
| Різниця:        |       | +3,43 % |